# Кокс, Линн
Линн Кокс (англ. Lynne Cox; 2 января 1957, Бостон, Массачусетс, США) — американская писательница и пловчиха на длинные дистанции.
В 1971 году в составе команды подростков (ей тогда было 14 лет) переплыла пролив между островом Каталина и Калифорнией. Линн Кокс проплыла 43 км открытого моря за 12 часов 36 минут. В 1972 году переплыла Ла-Манш за 9 часов 57 минут, став самой молодой покорительницей Английского канала. Через год в 1973 году, когда Линн исполнилось 16, она повторила заплыв через Ла-Манш, побив и женский, и мужской рекорды по времени в этом виде заплыва (9 часов 36 минут)). В 1975 Кокс становится первой женщиной, преодолевшей дистанцию в 16 км при температуре воды 10 °C, переплыв пролив Кука в Новой Зеландии. В 1976 стала первым человеком переплывшем Магелланов пролив в Чили. В этом же году она стала первой, кто обогнул мыс Доброй Надежды, проплыв 12,8 км за 3 часа 3 минуты; бьёт мужской и женский мировые рекорды по плаванию через пролив Эресунн между Данией и Швецией со временем 5 ч 9 мин; устанавливает мужской и женский рекорд по пересечению пролива Каттегат от Норвегии к Швеции за 6 ч 16 мин. В 1977 году Линн участвовала в заплыве, сделавшим её первым человеком, проплывшим между тремя Алеутскими островами.
Линн Кокс стала первым в истории человеком, который в буквальном смысле приплыл из США в СССР (7 августа 1987 года). Проведя в шестиградусной воде 2 часа 6 минут, она преодолела 4160 метров Берингова пролива от американского острова Малый Диомид в штате Аляска до советского (ныне российского) острова Большой Диомид. Этот сенсационный заплыв стал звёздным в карьере Линн.
7 августа 1988 года Линн Кокс первая в мире проплыла в студёной воде Байкала за 4 часа 18 минут около 18 км от мыса Бакланьего до Крестовой Пади. Это уникальное событие попало в Книгу рекордов Гиннесса.

## Книги
- Swimming to Antarctica, Alfred A. Knopf, 2004 ISBN 0-15-603130-2
- Grayson, Alfred A. Knopf, 2006 ISBN 0-307-26454-8
- South with the Sun, Alfred A. Knopf, 2011 ISBN 978-0-307-59340-5